# Сов, Шарлотта де Бон-Самблансе
Шарлотта де Бон-Самблансе (16 октября 1551 — 30 сентября 1617; в первом браке жена государственного секретаря барона де Сов, во втором — маркиза де Нуармутье) — фрейлина Екатерины Медичи. Состояла в так называемом летучем отряде фрейлин, которые обольщали знатнейших мужчин королевства, чтобы раздобыть необходимые королеве-матери сведения.
Шарлотта де Бон родилась во Франции в 1551 году в семье Жака де Бона, барона Самблансе, виконта Турского и Габриэль де Сад. Её прадед был суперинтендантом финансов короля Франциска I, который велел казнить его в 1527 году, по наущению своей матери Луизы Савойской. Шарлотта состояла при дворе Екатерины Медичи. 
Вскоре после свадьбы с Маргаритой Валуа королева-мать подослала Шарлотту к Генриху Наваррскому, чтобы та вступила с ним в любовную связь. Их отношения продолжались 5 лет — до 1577 года. Одновременно в Шарлотту без памяти влюбился младший сын Екатерины — герцог Алансонский, и это соперничество принцев накалило обстановку при дворе. Любовниками Шарлотты молва также называла герцога д’Эпернона, одного из королевских миньонов, и герцога де Гиза, с которым она провела ночь накануне его убийства.
В 1583 году Шарлотта была удалена от двора за неблагопристойное поведение, однако уже в следующем году вступила в брак с маркизом де Нуармутье из рода де Ла-Тремуйль и вернулась в Париж. В 1586 году у нёе родился сын. После вступления Генриха Наваррского на французский престол жила с мужем в поместьях. Подробнее о Шарлотте де Сов и её любовных похождениях рассказывает в своих мемуарах Маргарита де Валуа.

## В кино
- В фильме Патриса Шеро «Королева Марго» (1994) роль Шарлотты исполнила Азия Ардженто. Согласно фильму, Шарлотта погибает вскоре после Варфоломеевской ночи.
- В российской экранизации образ фрейлины представлен Ольгой Дроздовой.
- В фильме «Галантные дамы» (Dames galantes, 1990) роль Шарлотты исполнила Алиса де Конопка[фр.].
- В фильме «Убийство герцога Гиза» (L’Assassinat du duc de Guise, 1908) роль Шарлотты исполнила Габриэль Робинн[фр.].